# Racour
 (février 2018).
Si vous disposez d'ouvrages ou d'articles de référence ou si vous connaissez des sites web de qualité traitant du thème abordé ici, merci de compléter l'article en donnant les références utiles à sa vérifiabilité et en les liant à la section « Notes et références ».
Racour (en wallon Råcoû, en néerlandais Raatshoven) est une section de la commune belge de Lincent, située dans la province de Liège en Région wallonne, joignable via la sortie 27 de l'autoroute E 40 puis par la N 64 en direction de Tienen (Tirlemont). C'était une commune à part entière avant la fusion des communes de 1977.
Au premier janvier 2020 Racour compte 1.114 habitants.

## Démographie
- Sources:INS, Rem:1831 jusqu'en 1970=recensements, 1976= nombre d'habitants au 31 décembre

## Histoire

### Histoire linguistique
Au point de vue linguistique, Racour était autrefois un village germanique. Les noms des lieux ou toponymes dans les  actes officiels sont encore presque exclusivement flamands : Naetsenbosch, Cruysboom. Les registres de la population conservés au presbytère depuis 1640 sont rédigés en latin et en flamand. En 1740 cependant la forme Racour remplace le vocable germanique et les archives sont tenues en français. La francisation est définitive dès le 2ème quart du 18ème siècle.

## Patrimoine et culture

### Lieux et monuments
Sur la place du village (rue Saint-Christophe) de Racour se trouvent :
- L'ancienne maison communale et école, qui est un bâtiment du XIXe siècle, il abrite actuellement le Musée de la vie locale et du Tarare, un petit musée  illustrant la vie dans la commune, avec une salle consacrée au « tarare », gloire industrielle de Racour. Cette machine (servant à nettoyer et à trier le grain) a été produite à Racour durant de nombreuses années (1900 à 1960) et a été exportée aux quatre coins du monde au départ de la gare « Racour Halte » située au bout d'une rue du village dont le dernier tronçon est mis sur le territoire de la commune de Landen ;
- l'église Saint-Christophe avec son imposante tour carrée, un donjon en pierre du XIVe siècle, classé. À la base, les murs ont une épaisseur de 2,35 m, des meurtrières et des baies aux étages servaient entre autres de poste d'observation. Il a perdu, avec les années, sa fonction militaire pour devenir, après transformations le porche de l'église gothique avec sa nef du XVIe siècle. Une grande statue de saint Christophe en bois datant du Moyen Âge, orne l'entrée de l'église ;
- le presbytère de 1740 avec un portail du XIXe siècle imitant le style du presbytère.

Le village compte d'autres bâtiments de grande valeur architecturale :
- une avouerie de 1558, restaurée en 1811 ;
- l'ancienne gare de 1909.

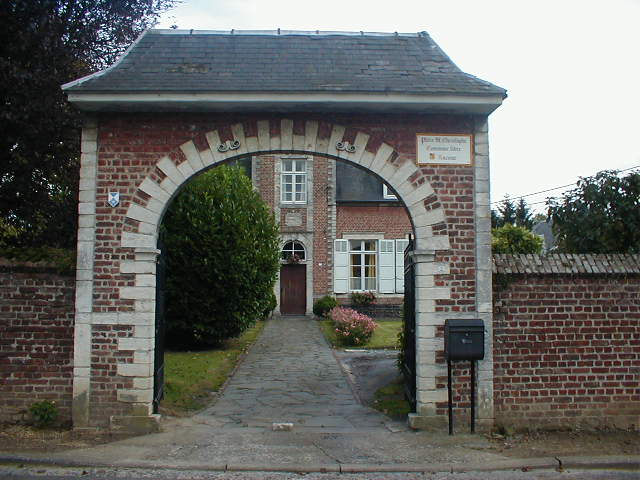
Presbytère.
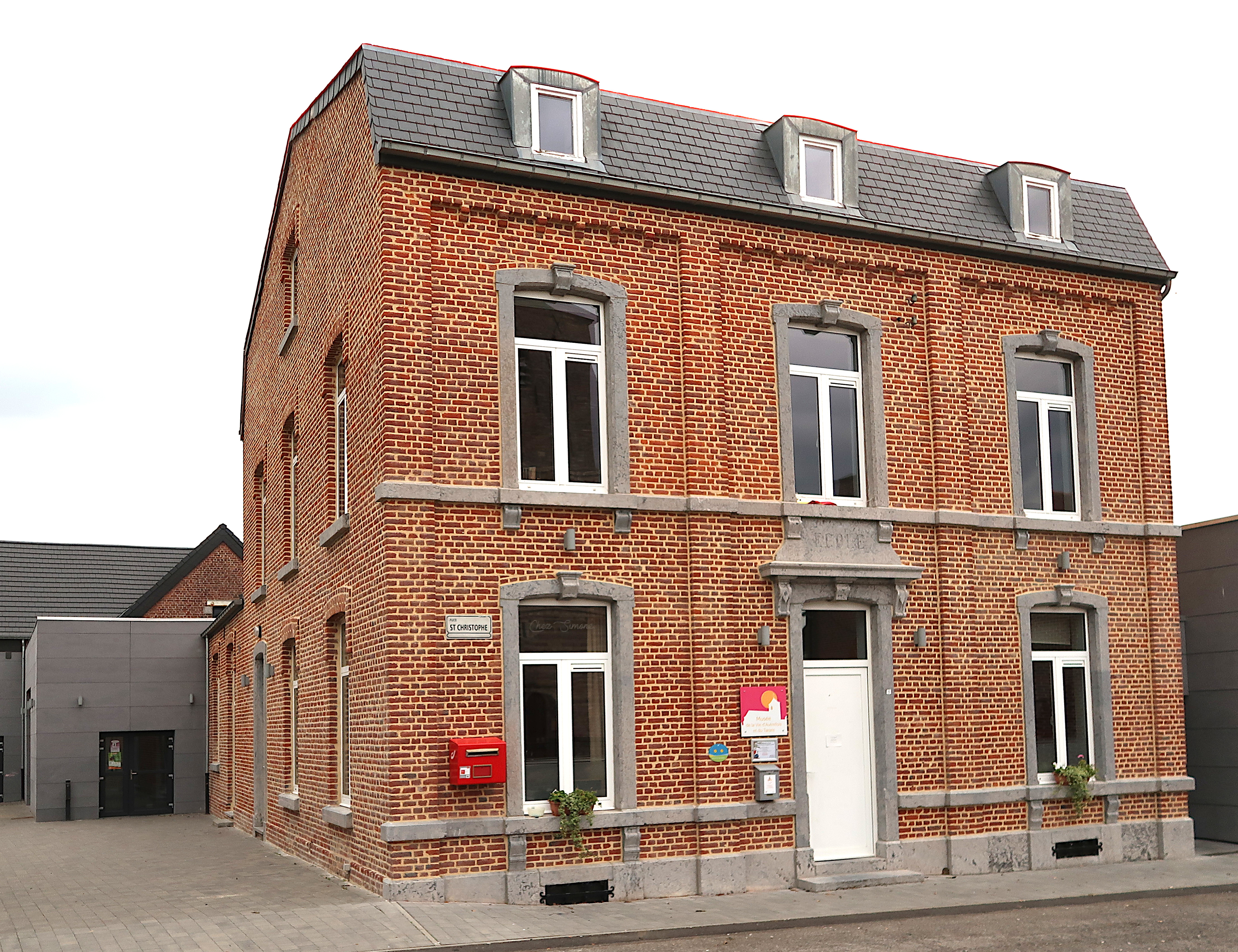
Musée dans l'ancienne maison communale.
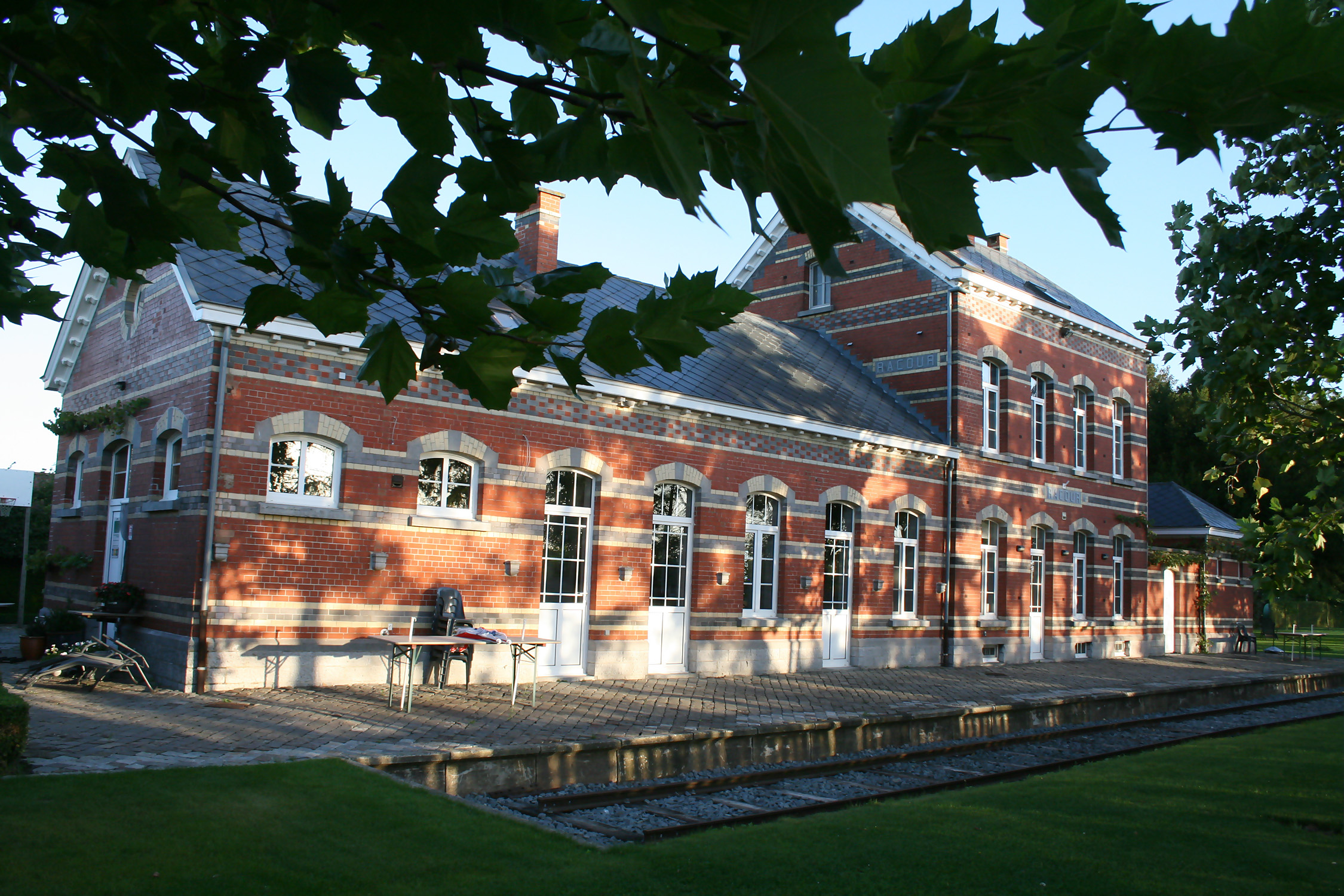
Ancienne gare de Racour.